# بکیان
بکیان، روستایی از توابع بخش کامفیروز شهرستان مرودشت در استان فارس ایران است.

## مردم
مردم این روستا لرتبار هستند و به زبان لری محلی سخن می گویند که بسیار خالص تر از فارسی است و امروزه در دست فراموشی است.

## جمعیت
این روستا در دهستان کامفیروز شمالی قرار دارد و براساس سرشماری مرکز آمار ایران در سال ۱۳۸۵، جمعیت آن ۱٬۵۲۶ نفر (۳۳۱خانوار) بوده‌است.